# アイルランド・カトリック同盟

アイルランド・カトリック同盟
Irish Catholic Confederation (英語)
Cónaidhm Chaitliceach na hÉireann (アイルランド語)

アイルランド・カトリック同盟（Confederate Ireland）、またはキルケニー同盟（Confederation of Kilkenny）は、1641年から1649年にかけてアイルランド自治を行ったカトリック勢力である。
清教徒革命（三王国戦争）によってスコットランド・イングランドが混乱状態になると、カトリック信仰の承認を求めて武力蜂起を起こした。イングランド内戦が終わると、スコットランド国民盟約軍や遠征軍として派遣されたオリバー・クロムウェルによって鎮圧された。一方で、カトリック同盟は1922年のアイルランド自由国成立まで唯一、アイルランド人によって自治が行われた時期でもあった。

## 発端
主教戦争などによってイングランドの支配力が弱まると、1641年10月23日にアルスターで農民蜂起がおこり、アイルランド人フェリム・オニール、ローリー・オモアが決起してプロテスタントのイングランド人入植者数千人を殺害した（アイルランド反乱・アイルランド同盟戦争）。カトリックのイングランド人は当初これに批判的であったが、チャールズ1世はカトリックをひとくくりに敵視したため、やむなく合流した。同盟の勢力は圧倒的であり、たちまちアイルランドのほとんどを支配下に収めた。

## 同盟の運営
カトリック同盟は、その成立が宣言されると、すぐに憲法を制定し議会を開いた。議会はアイルランドの地主と聖職者で構成された。かれらは「神のため、王のため」立ったと主張し、あくまで国王との和解をめざした。しかし一方で、スペインやローマから来た聖職者がカトリック同盟内で主導権を握り、彼らは王との徹底抗戦を主張した。一般的にオールド・イングリッシュ（カトリックのイングランド人）は国王と近く、ゲール人や聖職者は強硬な姿勢をとった。

## 国王との和平交渉

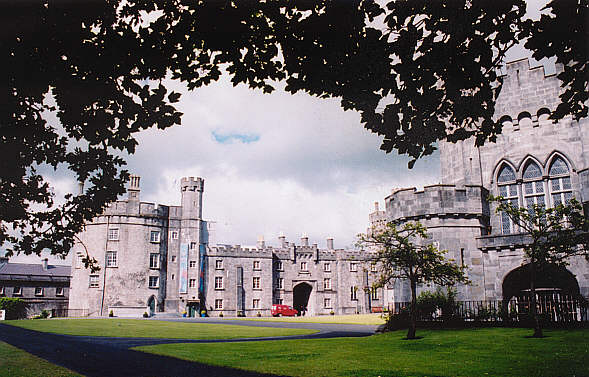
キルケニー城。カトリック同盟の本拠地となった

カトリック同盟は国王との和平を望んだ。両者は交渉のテーブルについたが、互いの主張はしばらく平行線をたどった。これは、以下の要求を国王側が認めなかったことによる。
- カトリック教会の財産権を保証すること
- カトリック信徒への刑罰を廃止すること

チャールズ1世がこの要求を受け入れられなかったのは、国王軍内部でもチャールズ1世の親カトリック政策への批判が強まっていたからである。それどころか、国王軍全権代理オーモンド侯ジェームズ・バトラーは、アイルランド国教会に教会財産を返還することを要求していた。これが同盟内聖職者の激しい反発を招き、しばらく交渉は前進しなかった。

## スコットランド・イングランドの侵攻
カトリック勢力がアイルランドを支配したことは、スコットランド・イングランドの警戒を招いた。1646年、スコットランド・イングランド連合軍が攻め込んできたが、オーウェン・ロー・オニールがベンバーブの戦いで同盟を完勝に導いた。これがひとつの材料となり、国王軍との和平交渉が前進のきざしを見せ始めた。しかし条約が締結されるのは1649年になってからであった。

## クロムウェルの遠征と虐殺
イングランド内戦で勝利した議会派は、王党派よりもカトリックを敵視していた。これは1641年のアルスター蜂起の報が誇大に伝わってイングランド人の敵愾心を煽っていたこと、イングランド共和国で有力だった独立派など諸セクトは信仰面で国教会よりも急進的であったことなどが理由にあった。
カトリック同盟に対するニューモデル軍の敵意は尋常ならざるもので、1649年から始まったクロムウェルの遠征で酸鼻をきわめる流血が繰り返された。特にゴールウェイ包囲戦はアイルランド人たちの記憶に残り、長きにわたってイングランドへの敵意をつのらせていった。IRAに代表されるようなアイルランド問題は、この時期に端を発したといわれる。